# Lange-Bleika
Lange-Bleika est une île norvégienne dans le comté de Hordaland. Elle appartient administrativement à Austevoll.

## Géographie
Rocheuse et pratiquement désertique à l'exception de quelques buissons, à fleur d'eau, elle s'étend sur environ 116 m de longueur pour une largeur approximative de 43 m.